# José Clemente Vivanco
José Clemente Vivanco Hernández (San Antonio de los Baños, 23 de diciembre de 1873-La Habana, 7 de julio de 1946) fue un abogado, periodista, militar y político cubano.

## Orígenes y primeros años
Nció en la villa de San Antonio de los Baños, en la provincia de La Habana, el 23 de diciembre de 1873. Hizo sus estudios medios y superiores en la ciudad de La Habana. Estudió Derecho en la Universidad de La Habana. Desde su etapa de estudiante, comenzó a colaborar con disímiles revistas y periódicos de su región de origen. Poco a poco, se fue involucrando con los veteranos de la Guerra de los Diez Años (1868-1878), primera guerra por la independencia de Cuba.

## Guerra Necesaria
Comenzó a reclutar nuevos jóvenes para la insurrección que se preparaba. Por aquellos años, en la primera mitad de la década de 1890, el Partido Revolucionario Cubano, encabezado por José Martí, organizaba la nueva guerra de independencia.
Finalmente, el 24 de febrero de 1895, estalló la Guerra Necesaria (1895-1898), tercera guerra por la independencia de Cuba. Ese día, el 24 de febrero, Juan Gualberto Gómez da la orden de alzamiento, en nombre de Martí. Uno de los principales jefes del levantamiento, José María Aguirre Valdés, fue arrestado por las autoridades españolas. Vivanco era su ayudante, pero consiguió escapar a tiempo, exiliándose en Cayo Hueso, Florida, en los Estados Unidos.
Tiempo después, Vivanco regresó a Cuba, ya en plena guerra, y resultó elegido como uno de los representantes de la Asamblea de Jimaguayú, en septiembre de 1895. Designado secretario del Consejo de Gobierno, se integró a la “Columna Invasora”, que invadió el Occidente de la isla, entre finales de 1895 e inicios de 1896.
Subordinado al Lugarteniente general Antonio Maceo, el ya brigadier Vivanco fue uno de los que compuso el Himno Invasor, junto al joven Enrique Loynaz del Castillo.

## Últimos años y muerte

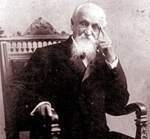
Fotografiado hacia el final de su vida

Ya anciano, falleció por causas naturales, en la ciudad de La Habana, capital de la República de Cuba, el 7 de julio de 1946, a los setenta y dos años de edad. Fue sepultado en la Necrópolis de Cristóbal Colón, con honores militares.